# Primera División (AAF)
La Primera División è stata una competizione calcistica disputata in Argentina dal 1932 al 1934. Il torneo venne creato dalla Asociación Argentina de Football (Amateurs y Profesionales), federazione calcistica istituita il 20 giugno in seguito alla separazione dalla Asociación Amateurs Argentina de Football delle 18 squadre fondatrici della Liga Argentina de Football. Nel 1931 venne disputata l'ultima edizione della Copa Campeonato, e dal 1932 iniziò ad essere disputata la Primera División, l'ultimo campionato dilettantistico nella storia del calcio argentino.

## Storia
Il presidente della AAF Juan Pignier si trovò a fronteggiare un'improvvisa mancanza di squadre affiliate: pertanto, la Copa Campeonato ebbe 16 partecipanti. Il 20 marzo 1932 iniziò, invece, la prima edizione della Primera División. Lo Sportivo Barracas si aggiudicò il titolo, superando per cinque lunghezze il Barracas Central; lo Sportivo Palermo fu retrocesso, mentre Sportivo Buenos Aires e Nueva Chicago dovettero disputare i play-out. Sia le due partite regolamentari che lo spareggio tra Sportivo Buenos Aires e Nueva Chicago si conclusero in parità: nonostante fosse previsto un quarto incontro, la modifica del regolamento della AAF permise a entrambe le società di restare in massima serie. Nel 1933 a vincere fu lo Sportivo Dock Sud, cui bastò un punto in più del Nueva Chicago per ottenere il trofeo. L'ultima edizione, che si tenne nel 1934, fu invece vinta dall'Estudiantil Porteño: il ricongiungimento delle due federazioni, AAF e LAF, portò alla retrocessione in blocco di tutte le squadre della Primera División delle AAF in seconda serie della neonata Asociación del Football Argentino.

## Albo d'oro
| Anno | Vincitore           | 2º class.        | 3º class.   |
| ---- | ------------------- | ---------------- | ----------- |
| 1932 | Sportivo Barracas   | Barracas Central | Colegiales  |
| 1933 | Sportivo Dock Sud   | Nueva Chicago    | Banfield    |
| 1934 | Estudiantil Porteño | Estudiantes      | River Plate |